# Stržek
Stržek (znanstveno ime Troglodytes troglodytes) je ptica pevka, ki je eden najbolj razprostranjenih in številnih ptičev Evrope. Zlahka ga spoznamo po majhni velikosti in privzdignjenem repu. Je najkrajši evropski ptič.
Troglodyte dobesedno pomeni »prebivalec jam«, znanstveno ime pa je dobil zaradi pogostega iskanja hrane v razpokah.

## Telesne značilnosti
Odrasel stržek je čokate postave in meri od 9–10 cm, razpon peruti pa je od 13–17 cm. Povprečno tehtajo od 8-13 g. Teme, trtica in rep so kostanjevo rjave barve. Slednji je poleg tega še kratek in raven. Zgornji del je enake barve in je temno prečno progast. Nadočesna črta je svetlo rjavkasto bela, uzdasta proga je rjava in se vleče čez oči. Grlo in prsi in trebuh so zelo svetlo rjave barve, zadnji je ob bokih tudi progast. Kljun, ki je rjave barve, je kratek, tanek in rahlo upognjen. Noge so rjave in srednje dolge.

## Življenjski prostor in navade
Življenjski prostor stržka se razprostira po vsej Evraziji, Severni Afriki in Severni Ameriki. V južni Evropi je habitat omejen na hribovita ali gorata območja. V Sloveniji je splošno razširjen in je stalnež, zato ga lahko izkušen opazovalec opazi večino dni v letu. Manjka le na zelo suhih območjih Primorske in Bele krajine. Severni skandinavski stržki se selijo, preletijo pa lahko tudi do 2500 km oz. 1500 milj. Populacijo stržkov ocenjujejo na več milijonov osebkov, v Sloveniji je poleti od 50.000 do 70.000 parov, pozimi od 15.000 do 35.000. 
Najpogostejši habitati so gozdovi, vrtovi, vresišča, močvirja in žive meje. Kljub temu, da spada med manj ogrožene vrste, obstaja možnost ponovne ogroženosti.
Največ časa prebije ob gosti podrasti (gajih z mnogo grmovja), mešanih gozdovih, nasadih, po vrtovih, parkih in živih mejah, ustrezajo pa mu bolj vlažni predeli, zato je pogost tudi v obrežnih jezerskih in rečnih predelih, po vrtovih, parkih in živih mejah. Njegovo bližino navadno zaznamo samo po značilnih klicih in glasnem petju. Oglaša se s ponavljajočim tik-tik ali klink ob nevarnosti, navadno ali pri parjenju pa presenetljivo glasno žvrgoli. Podobno kot stržki pojejo le še sive pevke. Za razliko od drugi vrst, stržki, tako kot taščice, bele pastirice in postovke, zamejijo svoje območje tudi zunaj gnezdnitvenega obdobja zaradi hrane, še posebej pozimi. Po navadi se ne družijo skupaj in jih torej najdemo posamezno, včasih pa jih najdemo skupaj v paru. Izjeme so tudi parjenje in hudi mraz, pri katerem se v luknjah stiska več stržkov skupaj, da tako zmanjšajo površino telesa, skozi katero se izgublja toplota.
Njegov let je okoren in raven, leti pa lahko s hitrostjo do 32 km/h.

### Prehrana
Stržki iščejo hrano, drobne žuželke in pajke, med listjem in pod drevesno skorjo, v špranjah v stenah in pod odpadlim listjem. Priložnostno se hranijo tudi s semenjem in jagodami in celo paglavce ter zlate ribice. Včasih poberejo s tal tudi različna semena ter nastrgani sir.

## Razmnoževanje
Stržki gnezdijo v luknji ali špranji brega, v času meseca aprila do maja in imajo samo en zarod. Samec splete iz mahov, praprotovih listov in lišajev in trave več kroglastih (v obliki kupole) gnezd s stranskim vhodom in jih skrije med korenine, veje ali skale. Istočasno ima v vsakem od njih zarod z drugo samico. V gnezdu je od 5-8 jajc, ki so belkasta in po navadi rdeče pegasta in so velikosti od 13–16 mm. Valjenje poteka od 14-17 dni. Mladiči so gnezdomci in puhasti; poletijo v 15-20 dnevih.

## Slikovno gradivo
- odrasel stržek
- odrasel stržek z mladiči
- hranjenje mladiča
- mladiči stržka
- Cuculus canorus canorus + Troglodytes troglodytes - Museum specimen